# Ère Man'en
L'ère Man'en (en japonais : 万延) est une des ères du Japon (年号, nengō, littéralement « le nom de l'année ») suivant l'ère Ansei et précédant l'ère Bunkyū. Cette ère couvre la période qui s'étend du mois de mars 1860 au mois de février 1861. L'empereur régnant est Kōmei-tennō (孝明天皇).

## Changement de l'ère
- 18 mars 1860 Man'en 1 (万延元年?) : La nouvelle ère est créée pour marquer la destruction causée par un incendie au château d'Edo et l'assassinat d'Ii Naosuke (aussi appelé « le trouble » ou « l'incident » au Sakurada-mon)[2]. L'ère précédente se termine et la nouvelle commence en Ansei 7.

Le nom de la nouvelle ère est dérivé d'un aphorisme d'exhortation du Livre des Han postérieurs : « Avec 100 000 000 000 descendants, ton nom sera à jamais enregistré » (豊千億之子孫、歴万載而永延).

## Événements de l'ère Man'en
- 1860 (Man'en 1) : Premier photographe professionnel occidental à établir résidence au Japon, Orrin Freeman s'installe à Yokohama[3].
- 1860 (Man'en 1) : Première mission étrangère aux États-Unis[4].